# Espuri Furi Medul·lí (tribú 378 aC)
Espuri Furi Medul·lí (en llatí Spurius Furius Sp. F. L. N. Medullinus) va ser un magistrat romà. Era germà de Luci Furi Medul·li. Formava part de la gens Fúria, i era de la branca familiar dels Medul·lí, d'origen patrici.
Va ser elegit tribú amb potestat consular l'any 378 aC i en aquest any va dirigir la guerra contra els volscs a Antium.